# قائمة البعثات الدبلوماسية في النمسا

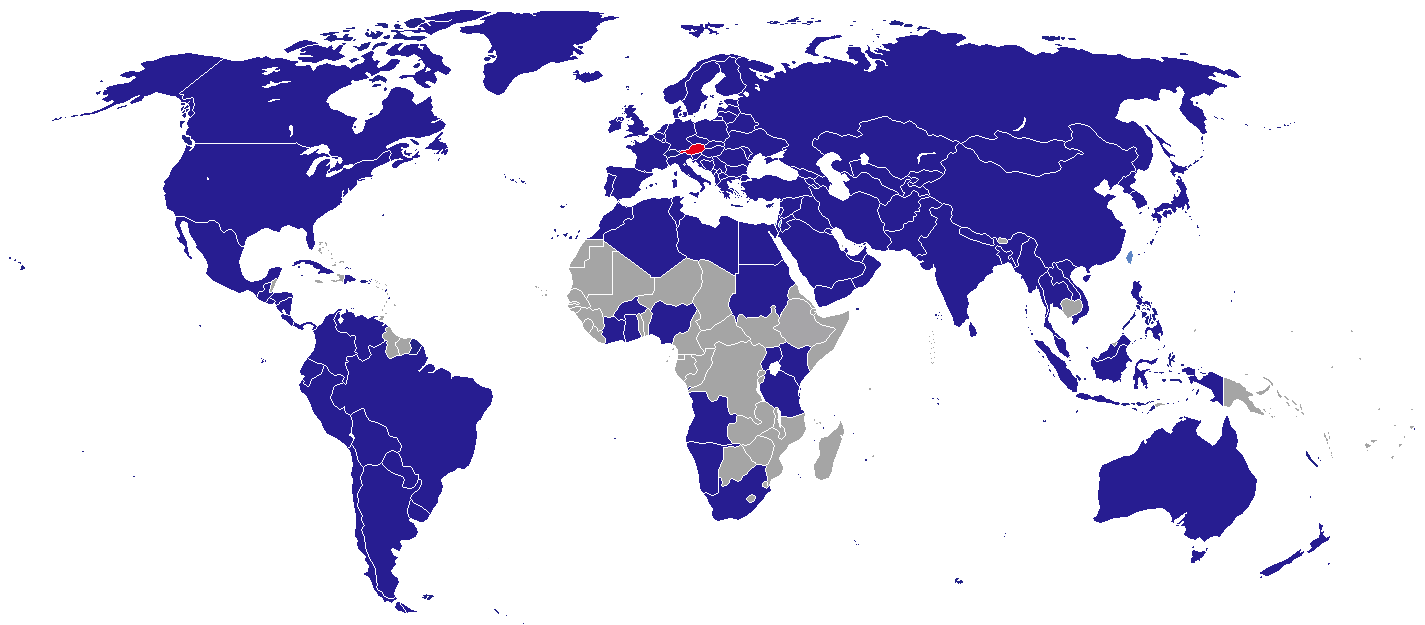
خريطة البعثات الدبلوماسية في النمسا

تورد هذه الصفحة قائمة بالبعثات الدبلوماسية المقيمة في النمسا. في الوقت الحاضر، تستضيف مدينة فيينا العاصمة 123 سفارة. وهناك عدة بلدان أخرى لديها سفراء معتمدون لدى النمسا، ويقيم معظمهم في برلين. ولا تشمل هذه القائمة القنصليات الفخرية.

## سفارات
فيينا
| - أفغانستان - ألبانيا - الجزائر - أندورا - أنغولا - الأرجنتين - أرمينيا - أستراليا - أذربيجان - بنغلاديش - بيلاروس - بلجيكا - بوليفيا - البوسنة والهرسك - البرازيل - بلغاريا - بوركينا فاسو - كندا - تشيلي - الصين - كولومبيا - كوستاريكا - ساحل العاج - كرواتيا - كوبا - قبرص - جمهورية التشيك - الدنمارك - جمهورية الدومينيكان - مصر | - السلفادور - إستونيا - فنلندا - فرنسا - جورجيا - ألمانيا - اليونان - غواتيمالا - الكرسي الرسولي - المجر - آيسلندا - الهند - إندونيسيا - إيران - العراق - أيرلندا - إسرائيل - إيطاليا - اليابان - الأردن - كازاخستان - كينيا - كوريا الشمالية - كوريا الجنوبية - كوسوفو - الكويت - قرغيزستان - لاوس - لاتفيا - لبنان | - ليبيا - ليختنشتاين - ليتوانيا - لوكسمبورغ - ماليزيا - مالطا - فرسان مالطة - مقدونيا - المكسيك - مولدوفا - منغوليا - الجبل الأسود - المغرب - ميانمار - ناميبيا - هولندا - نيوزيلندا - نيكاراغوا - نيجيريا - النرويج - عُمان - باكستان - بنما - باراغواي - بيرو - الفلبين - بولندا - البرتغال - قطر - رومانيا | - روسيا - السعودية - صربيا - سلوفاكيا - سلوفينيا - جنوب إفريقيا - إسبانيا - سريلانكا - السودان - السويد - سويسرا - سوريا - طاجيكستان - تايلاند - تونس - تركيا - تركمانستان - الإمارات العربية المتحدة - أوكرانيا - المملكة المتحدة - الولايات المتحدة - الأوروغواي - أوزبكستان - فنزويلا - فيتنام - اليمن - زيمبابوي |

## مكاتب تمثيلية
- فلسطين (مفوضية فلسطين العامة)
- الجمهورية العربية الصحراوية الديمقراطية (مكتب تمثيلي)
- تايوان (مكتب تايبيه الاقتصادي والثقافي في النمسا)

## قنصليات عامة

### بريغنز

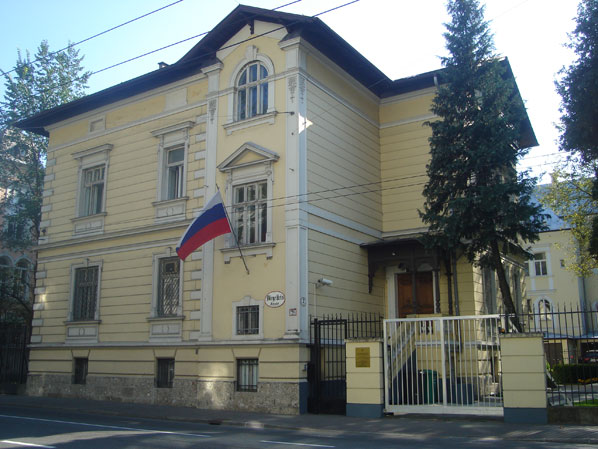
القنصلية العامة الروسية في زالتسبورغ.

- تركيا

### إنسبروك
- المجر[1][2]

### كلاغنفورت
- سلوفينيا

### سالتزبورغ
- روسيا
- صربيا
- تركيا

## سفارات غير مقيمة
(في برلين ما لم يذكر خلاف ذلك)
| - البحرين (جنيف) - باربادوس (إقليم بروكسل العاصمة) - بليز (بروكسل) - بنين (جنيف) - بوتان (جنيف) - بوتسوانا (جنيف) - بروناي - بوروندي - كمبوديا (بروكسل) - الكاميرون - جمهورية الكونغو - إرتريا - الغابون - غامبيا (لندن) - غانا (برن) - غرينادا (بروكسل) - غينيا - غينيا بيساو (بروكسل) - غيانا (بروكسل) - هايتي (جنيف) - هندوراس - جامايكا (جنيف) | - ليسوتو - ليبيريا (بون) - جزر المالديف - مدغشقر - مالاوي - مالي - موريتانيا - موريشيوس - موناكو - موزمبيق - نيبال - النيجر (بروكسل) - رواندا - سانت فينسنت والغرينادين (لندن) - السنغال - سيراليون (بون) - سنغافورة - إسواتيني (جنيف) - تنزانيا - توغو - ترينيداد وتوباغو (جنيف) - أوغندا - زامبيا (جنيف) |

## السفارات السابقة
- آيسلندا (أغلقت في 2018)[3]
- زيمبابوي (أغلقت في 2015)[4]

## وصلات خارجية
- Vienna Diplomatic List
- Vienna Consular List